# Campionato francese maschile di pallanuoto
Il campionato francese maschile di pallanuoto è l'insieme dei tornei pallanuotistici maschili nazionali istituiti dalla Fédération Française de Natation (FFN), riservati a squadre di club.
Il campionato si disputa sin dal 1896 e assegna annualmente il titolo di campione di Francia e si articola su tre livelli nazionali.
La squadra più titolata è l'Enfants de Neptune de Tourcoing, vincitore di ben 45 titoli francesi.

## Struttura dei campionati

### Championnat Pro A
Il campionato Pro A è la massima divisione del campionato. Vi partecipano 12 squadre che si contendono il titolo di campione di Francia. Si disputa una stagione regolare con un girone all'italiana e in seguito le prime quattro accedono ai play-off, l'ultima classificata retrocede in N1 e la penultima si contende la permanenza nella massima serie con la seconda classificata di N1.

### Championnat National 1
Il National 1 (N1) è la seconda divisione del campionato francese. La prima classificata del torneo conquista la promozione nel campionato Élite, mentre le ultime tre retrocedono in N2.

### Championnat National 2
Il National 2 (N2) è il terzo livello del campionato. Le partecipanti sono divise in tre gironi, le cui vincitrici conquistano la promozione in N1.

### Championnat National 3
L'N3 è il quarto livello, si articola in varie fasi a gironi, inizialmente su base territoriale, fino alla fase finale che assegna la promozione in N2.

## Albo d'oro

### Campionato USFSA
- 1896:  Pupille de Lille
- 1897: ?
- 1898: ?
- 1899: ?
- 1900:  Pupille de Lille
- 1901:  Pupille de Lille
- 1902:  Libellule de Paris

- 1903:  Libellule de Paris
- 1904:  Libellule de Paris
- 1905:  CAP
- 1906:  CAP
- 1907:  Libellule de Paris
- 1908:  CAP

### Campionato organizzato dall'USFSA secondo le regole FINA
- 1909:  Tourcoing
- 1910:  Tourcoing
- 1911:  Tourcoing
- 1912:  Tourcoing

- 1913:  Tourcoing
- 1914:  Tourcoing
- 1915:  Tourcoing
- 1916:  Tourcoing

- 1917:  Tourcoing
- 1918:  Tourcoing
- 1919:  Tourcoing
- 1920:  Tourcoing

### Campionato organizzato dalla FFN
- 1921:  Tourcoing
- 1922:  Tourcoing
- 1923:  Tourcoing
- 1924:  Libellule de Paris
- 1925:  Tourcoing
- 1926:  Tourcoing
- 1927:  Tourcoing
- 1928:  Tourcoing
- 1929:  Tourcoing
- 1930:  Tourcoing
- 1931:  Tourcoing
- 1932:  Tourcoing
- 1933:  Tourcoing
- 1934:  Tourcoing
- 1935:  Tourcoing
- 1936:  Tourcoing
- 1937:  Tourcoing
- 1938:  Tourcoing
- 1939:  Tourcoing
- 1940:  Tourcoing
- 1941:  Tourcoing
- 1942:  Tourcoing
- 1943:  Tourcoing
- 1944:  Tourcoing
- 1945:  Tourcoing
- 1946:  Tourcoing
- 1947:  Tourcoing
- 1948:  Tourcoing
- 1949:  Tourcoing
- 1950:  Tourcoing
- 1951:  Racing Parigi
- 1952:  Tourcoing
- 1953:  Tourcoing
- 1954:  Tourcoing
- 1955:  Racing Parigi
- 1956: non assegnato
- 1957:  Tourcoing
- 1958:  Strasburgo
- 1959:  Strasburgo
- 1960:  Strasburgo
- 1961:  Strasburgo
- 1962:  Choisy-le-Roi
- 1963:  Strasburgo
- 1964:  Tourcoing
- 1965:  Marsiglia
- 1966:  Marsiglia
- 1967:  Marsiglia
- 1968:  Marsiglia
- 1969:  Marsiglia
- 1970:  Marsiglia
- 1971: non assegnato
- 1972:  Valenciennes
- 1973:  Marsiglia
- 1974:  Marsiglia
- 1975:  Marsiglia
- 1976:  Marsiglia
- 1977:  Marsiglia
- 1978:  Marsiglia
- 1979:  Marsiglia
- 1980:  Marsiglia
- 1981:  Marsiglia
- 1982:  Marsiglia
- 1983:  Marsiglia
- 1984:  Marsiglia
- 1985:  Marsiglia
- 1986:  Marsiglia
- 1987:  Marsiglia
- 1988:  Marsiglia
- 1989:  Marsiglia
- 1990:  Marsiglia
- 1991:  Marsiglia
- 1992:  Cacel Nice
- 1993:  Cacel Nice
- 1994:  Cacel Nice
- 1995:  Cacel Nice
- 1996:  Marsiglia
- 1997:  Olympic Nice
- 1998:  Olympic Nice
- 1999:  Olympic Nice
- 2000:  Olympic Nice
- 2001:  Olympic Nice
- 2002:  Olympic Nice
- 2003:  Olympic Nice
- 2004:  Olympic Nice
- 2005:  Marsiglia
- 2006:  Marsiglia
- 2007:  Marsiglia
- 2008:  Marsiglia
- 2009:  Marsiglia
- 2010:  Marsiglia
- 2011:  Marsiglia
- 2011:  Marsiglia
- 2012:  Montpellier
- 2013:  Marsiglia
- 2014:  Montpellier
- 2015:  Marsiglia
- 2016:  Marsiglia
- 2017:  Marsiglia
- 2018:  Strasburgo
- 2019:  Strasburgo
- 2020: non assegnato[1]
- 2021:  Marsiglia
- 2022:  Marsiglia
- 2023:  Marsiglia
- 2024:  Marsiglia
- 2025:  Marsiglia

## Vittorie per squadra
| Pos. | Squadra                  | Vittorie |
| ---- | ------------------------ | -------- |
| 1    | Tourcoing                | 46       |
| 2    | Marsiglia                | 42       |
| 3    | Olympic Nice/ Cacel Nice | 12       |
| 4    | Strasburgo               | 7        |
| 5    | Libellule de Paris       | 5        |
| 6    | Pupille de Lille         | 3        |
| 6    | CAP                      | 3        |
| 8    | Racing Parigi            | 2        |
| 8    | Montpellier              | 2        |
| 10   | Choisy-le-Roi            | 1        |
| 10   | Valenciennes             | 1        |